# Penélope Guerrero
Penélope Guerrero (Jerez de la Frontera, 28 de abril de 1997) es una actriz española. Ha aparecido en Sky Rojo de Netflix, en Mercado central de TVE, en Los hombres de Paco de Antena 3 y en la serie Nacho, de AtresPlayer y Lionsgate+. Durante su temprana adultez utilizó las redes sociales para visibilizar y normalizar a las personas trans en España.

## Biografía
Con 18 años de edad se mudó a Madrid para realizar estudios en un Doble Grado de Periodismo y Comunicación Audiovisual en la Universidad Carlos III. Paralelamente, inició su transición. Decidió cambiar de profesión por los estudios en maquillaje en Barcelona.
En abril de 2021 realizó una TED Talk en Granada bajo el título ¿Qué es ser mujer?.
En 2023 fue anunciada su participación en las series de televisión Nacho, como el personaje de Lady, y Vestidas de azul.

## Filmografía

### Cine
| Año  | Película     | Personaje   | Notas |
| ---- | ------------ | ----------- | ----- |
| 2024 | Transmitzvah | Mumy Singer |       |

### Televisión
| Año         | Serie               | Canal               | Personaje | Notas        |
| ----------- | ------------------- | ------------------- | --------- | ------------ |
| 2020        | Mercado central     | La 1                | María     | 8 episodios  |
| 2021        | Los hombres de Paco | Antena 3            |           | 1 episodio   |
| 2021 - 2023 | Sky Rojo            | Netflix             | Tsunami   | 17 episodios |
| 2023        | Nacho               | laSexta             | Lady      | 7 episodios  |
| 2023 - 2024 | Vestidas de azul    | Atresplayer Premium | Nacha     | 4 episodios  |

## Premios
- Premio Arcoiris (14/06/2024).[5]